# Nchanga Rangers Football Club
El Nchanga Rangers es un equipo de fútbol de Zambia que milita en la Segunda División de Zambia.

## Historia
Fue fundado en el año 1960 en la ciudad de Chingola, y que ha sido campeón de liga en 2 oportunidades y ha ganado 6 títulos de copa, incluyendo la copa local y la copa independencia.
Ha participado en 7 ocasiones en torneos continentales, donde su mejor participación fue en la Copa CAF 1998, donde alcanzó las semifinales.
Descendieron a la segunda división en 2018.

## Palmarés
- Primera División de Zambia: 2

1980, 1998
- Copa de Zambia: 1

1978
- Copa Desafió de Zambia: 3

1965, 1973, 1976
- Charity Shield de Zambia: 2

1980, 2002

## Participación en competiciones de la CAF
| Temporada | Torneo                            | Ronda            | Club                  | Casa  | Visita | Global      |
| --------- | --------------------------------- | ---------------- | --------------------- | ----- | ------ | ----------- |
| 1981      | Copa Africana de Clubes Campeones | 1                | Lobamba Highlanders   | 1-0   | 4-0    | 5-0         |
| 1981      | Copa Africana de Clubes Campeones | 2                | CD Costa do Sol       | 3-1   | 3-1    | 6-2         |
| 1981      | Copa Africana de Clubes Campeones | Cuartos de final | AS Vita Club          | 2-0   | 1-4    | 3-4         |
| 1987      | Recopa Africana                   | 1                | Estrela Vermelha      | 3-0   | 1-0    | 4-0         |
| 1987      | Recopa Africana                   | 2                | Fortior Mahajanga     | 2-1   | 2-2    | 4-3         |
| 1987      | Recopa Africana                   | Cuartos de final | Abiola Babes          | 1-1   | 1-2    | 2-3         |
| 1997      | Recopa Africana                   | 1                | Lerotholi Polytechnic | 5-0   | 1-0    | 6-0         |
| 1997      | Recopa Africana                   | 2                | Al-Mokawloon Al-Arab  | 2-1   | 0-3    | 2-4         |
| 1998      | Copa CAF                          | 1                | Gaborone United       | w.o.1 | w.o.1  | w.o.1       |
| 1998      | Copa CAF                          | 2                | Mebrat Hail           | 2-1   | 0-0    | 2-1         |
| 1998      | Copa CAF                          | Cuartos de final | AS CotonTchad         | 4-0   | 2-1    | 6-1         |
| 1998      | Copa CAF                          | Semifinales      | ASC Jeanne d'Arc      | 0-0   | 0-0    | 0-0 (1-3 p) |
| 1999      | Liga de Campeones de la CAF       | 1                | Al-Hilal Omdurmán     | 1-0   | 0-2    | 1-2         |
| 2000      | Copa CAF                          | 1                | DSA Antananarivo      | 1-0   | 1-0    | 2-0         |
| 2000      | Copa CAF                          | 2                | Kaizer Chiefs FC      | 0-0   | 2-0    | 2-0         |
| 2000      | Copa CAF                          | Cuartos de final | Iwuanyanwu Nationale  | 1-0   | 0-2    | 1-2         |

1- Gaborone United abandonó el torneo.

## Jugadores

### Jugadores destacados
| - Benjamin Bwalya - Manfred Chabinga (DEF) - Evans Chewe - Webby Chikabala - Laughter Chilembe - Webby Chilufya (DEF) - Godfrey Kangwa (DEL) - Misheck Lungu - Cameron "Stoko" MacIntyre (MED) (1966–68) - Harry Milanzi - Ignatius Mukota - Gilbert Mukumbo - Geoffrey Mulenga - Ignatius Muswala (POR) | - Simon Mwansa (MED) - Isareal Mwanza - Peter Mwanza (DEF) - Bruce Mwape - Stone Nyirenda - Webby Nyirenda (DEF) - Hosea Siame (DEF) - Happy Sichikolo - Moses Sichone - Alex Singini (DEF) - Andrew Sinkala - Mark Sinyangwe - Elijah Tana |

## Entrenadores
- Fighton Simukonda (2012-2016)[4]
- Enos Silwimba (2019)[5]
- Bruce Mwape (2019-2021)[5][6]
- Israel Mwanza (2021-presente)[2]